# Nadia Cruz
Nadia Alejandra Cruz Tarifa, (El Alto, La Paz, Bolivia; 10 de diciembre de 1982) es una abogada y política boliviana que ocupó el alto cargo de Viceministra de Igualdad de Oportunidades de Bolivia por un lapso de tiempo de dos años desde el 3 de noviembre de 2022 hasta el 28 de octubre de 2024 durante el gobierno del presidente Luis Arce Catacora. A su vez, Nadia Cruz fue también la Defensora del Pueblo Boliviano de manera interina durante tres años y siete meses desde el 30 de enero de 2019 hasta el 23 de septiembre de 2022.

## Biografía
Comenzó sus estudios escolares en 1988, saliendo bachiller el año 1999 en su ciudad natal.
Continuó con sus estudios superiores, ingresando el año 2000 a estudiar la carrera de Derecho en la Universidad Católica Boliviana San Pablo (UCB) de la ciudad de La Paz, graduándose como abogada de profesión en 2006.
En su trayectoria profesional como abogada, formó parte de una comisión jurídica del Comité Impulsor del juicio contra el exprefecto del Departamento de Pando Leopoldo Fernández Ferreira por el caso Masacre de Porvenir y fue también una activista del juicio contra el expresidente Gonzalo Sanchez de Lozada.

### Defensora del Pueblo interina (2019-2022)

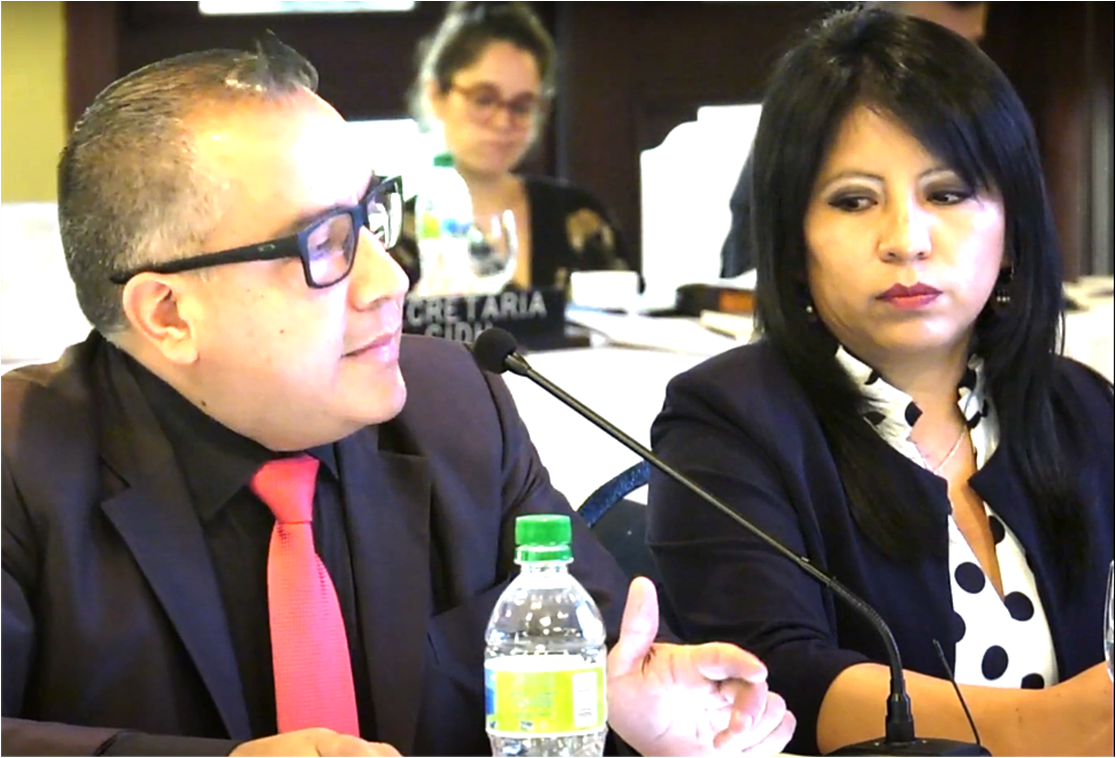
El entonces delegado defensorial de Cochabamba Nelson Cox Mayorga al lado de Nadia Cruz Tarifa, defensora del pueblo interina, en Washington D.C.-Estados Unidos, denunciando las violaciones a los derechos humanos por parte del Gobierno interino de Jeanine Áñez ante la Corte Interamericana de Derechos Humanos (CIDH) en marzo del 2020.

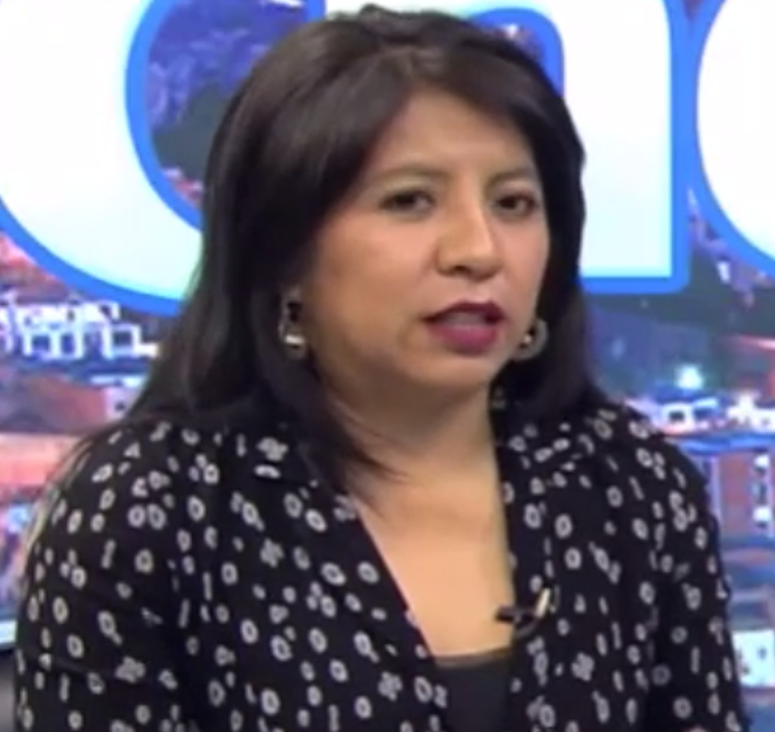
Defensora del Pueblo de Bolivia Nadia Cruz dando una entrevista en 2019

Ingresó a trabajar a la Defensoría del Pueblo de Bolivia el año 2011 durante la gestión del defensor Rolando Villena (2010-2016). Estuvo bajo el mando del delegado adjunto Jaime Quiroga. Más tarde se distanciaría de la institución hasta 2016.
El 4 de abril de 2017 fue nombrada delegada adjunta en el equipo liderado por el Defensor del Pueblo David Tezanos Pinto, cargo en el que podía reemplazar al Defensor.
El 30 de enero de 2019 fue designada defensora del Pueblo de forma interina por la Asamblea Legislativa Plurinacional en sustitución de David Tezanos Pinto, quien renunció a su cargo tras un conflicto conyugal. Aunque el mandato de Cruz debía ser por 90 días se mantuvo en el cargo.
Durante los conflictos de octubre de 2019, ante protestas por supuesto fraude electoral, Nadia Cruz sugirió la renuncia del Presidente Evo Morales para la pacificación del país.
Tras la renuncia del presidente Evo Morales en noviembre de 2019 y la posesión de Jeanine Añez, la defensora expresó llamar a los miembros de la Asamblea Legislativa a acelerar el proceso de sucesión constitucional para pacificar el país. La Defensoría señaló en una nota: «se exige de forma inmediata a los partidos políticos que conforman la Asamblea Legislativa Plurinacional (Movimiento al Socialismo, Unidad Demócrata y Partido Demócrata Cristiano) instalar una sesión para considerar la renuncia del presidente Evo Morales y dar paso a la sucesión constitucional» de acuerdo con el Artículo 169 de la Carta Magna.

### Acusaciones de parcialización
El 13 de julio de 2020, el gobierno de Jeanine Añez señaló mediáticamente desconocer su gestión al argumentar que usurpaba funciones de la Defensoría ya que su interinato debía ser solo de 90 días y concluir en abril de 2019.
Sectores que apoyaban a Jeanine Añez acusaban a Nadia Cruz de ser parcial con el MAS.
 El 25 de noviembre de 2019, el medio informativo Los Tiempos publicó un artículo en el que cuestionaba la participación de Nadia Cruz en un cabildo de las Seis Federaciones del Trópico de Cochabamba con el fin de lograr el levantamiento de las medidas de presión por parte de los sectores movilizados y que se opte por participar de las elecciones que debían ocurrir dentro de los siguientes 90 días. Dicha actuación mereció la valoración positiva de los ministros Jerjes Justiniano, de Justicia, y Arturo Murillo, de Gobierno.
Respecto a la supuesta afinidad de Cruz con el Movimiento Al Socialismo, ella negó la misma durante su postulación para ser Defensora del Pueblo titular, siendo inhabilitada en dicho proceso y llamándose militante de derechos humanos.

### Viceministra de Igualdad de Oportunidades
Poco después de su salida de la Defensoría del Pueblo, el 3 de noviembre de 2022, la ex Defensora del Pueblo interina, Nadia Cruz, fue posesionada por el ministro de Justicia, Iván Manolo Lima Magne, como Viceministra de Igualdad de Oportunidades.
Tras el alejamiento de Iván lima en septiembre de 2024, Nadia Cruz renunció al Viceministerio de Igualdad de Oportunidades señalando no estar de acuerdo en asumir tareas políticas. 
Con posterioridad a su alejamiento del ejecutivo, intervino como analista en entrevistas sobre temas de género y en críticas hacia el expresidente Evo Morales con relación a las acusaciones que se activaron contra el durante el gobierno de Luis Arce.
| Predecesor: David Tezanos Pinto | Defensora del Pueblo de Bolivia 30 de enero de 2019 - 23 de septiembre de 2022 | Sucesor: Pedro Francisco Callisaya Aro |